# Mauna Kea
Mauna Kea (pronunciación en inglés: /ˌmɔːnə ˈkeɪ.ə/ o /ˌmaʊnə ˈkeɪ.ə/), es un volcán inactivo de la isla de Hawái. Con una altitud de 4207 m s. n. m., es el punto más alto del estado de Hawái. 
Medida desde su base en el fondo del océano hasta la cumbre, Mauna Kea supera los 10 000 m de altitud, siendo por tanto más alto que el monte Everest.
Mauna Kea tiene una edad de aproximadamente un millón de años y ha dejado la fase más activa de volcán en escudo desde hace cientos de miles de años. En su actual estado post-escudo, su lava es más viscosa, dando lugar a un perfil más escarpado. El volcanismo reciente también le ha dado un aspecto mucho más áspero que los volcanes vecinos; otros factores contribuyentes incluyen la construcción de conos de ceniza, la descentralización de sus zonas de fisuras, la glaciación de la cumbre y la erosión causada por los vientos alisios predominantes. La última erupción ocurrió hace 6000 a 4000 años y actualmente el Mauna Kea es considerado inactivo.
En la mitología hawaiana, las cumbres de la isla de Hawái son lugares sagrados. Según una antigua ley hawaiana, sólo los nobles (ali'i) de alto rango tenían permiso de visitar la cumbre. Los antiguos hawaianos que vivían en las laderas de Mauna Kea dependieron de los extensos bosques para alimentarse y utilizaron los depósitos de densos basaltos para la producción de herramientas. Con la llegada de los europeos a finales del siglo XVIII, los colonos introdujeron ganado, ovejas y animales de caza, muchos de los cuales se asilvestraron y comenzaron a dañar el equilibrio ecológico de la montaña. Ecológicamente, Mauna Kea puede dividirse en tres secciones: un clima alpino en la cumbre, un bosque de Sophora chrysophylla-Myoporum sandwicense (o māmane-naio) en las laderas, y en la base un extenso bosque de Acacia koa-Metrosideros polymorpha (o koa-'ōhi'a), que en gran parte ha sido despejado para las plantaciones de la industria azucarera. En los últimos años, la preocupación por la vulnerabilidad de las especies nativas llevó a demandas judiciales que obligaron el Departamento de Tierra y Recursos Naturales de Hawái a erradicar todas las especies de animales asilvestradas en las laderas de la montaña.
Por su altitud, ambiente seco y flujo de aire estable, la cumbre de Mauna Kea es uno de los mejores sitios del mundo para la observación astronómica. Desde la creación de un camino de acceso en 1964, se construyeron trece telescopios en la cumbre, financiados por once países diferentes. 
Los observatorios de Mauna Kea se utilizan para la investigación científica del espectro electromagnético desde la luz visible a la radio y comprenden la instalación más grande del mundo. Su construcción en un "paisaje sagrado" sigue siendo un tema de debate.

## Geología
Mauna Kea es uno de los cinco volcanes de punto caliente que conforman la isla de Hawái, la isla más grande y más joven de la cadena de montes submarinos Hawái-Emperador. De estos cinco volcanes, Mauna Kea es el cuarto más antiguo y el cuarto más activo. Comenzó como un volcán pre-escudo alimentado por el punto caliente de Hawái hace alrededor un millón de años, y se convirtió en un volcán excepcionalmente activo durante su fase de escudo hasta hace 500 000 años. Mauna Kea entró en una etapa post-escudo más tranquila hace 250 000 a 200 000 años, y es actualmente inactivo. En su cumbre, Mauna Kea no tiene una caldera visible, sino una serie de pequeños conos de cenizas y piedra pómez cerca de la cumbre. Es concebible que una caldera pudiera haber existido en la cumbre y cubierta por depósitos de erupciones posteriores.
Mauna Kea tiene un volumen de más de 3200 km³ y su masa es tal que, junto con el volcán vecino Mauna Loa, causa una depresión de la corteza oceánica con una profundidad de 6 km. El volcán continúa deslizando y aplastándose bajo su propio peso a una velocidad de menos de 0,2 mm por año. Gran parte de su masa se encuentra al este de su actual cumbre. Mauna Kea se eleva 4205 m sobre el nivel del mar y es el punto más alto del estado de Hawái, bien que sólo supera el Mauna Loa por 35 m. Si se midiera el Mauna Kea desde su base oceánica, tendría una altura de más de 10 000 m, significativamente mayor que la altitud sobre nivel del mar del Monte Everest.
Al igual que los demás volcanes de Hawái, Mauna Kea se formó cuando la placa tectónica del Pacífico pasó encima del punto caliente de Hawái, un punto caliente en el manto terrestre subyacente. Los volcanes de las islas de Hawái solo son la manifestación más reciente de este proceso que, a lo largo de 70 millones de años, creó la cadena de montes submarinos Hawái-Emperador con una longitud total de 6000 km. La opinión predominante, aunque no unánime, es que el punto caliente se mantuvo estacionario en el manto terrestre durante gran parte de, si no toda, la era Cenozoica. Sin embargo, aunque la pluma mantélica de Hawái es ampliamente estudiada y bien comprendida, la naturaleza de los puntos calientes sigue siendo enigmática.
Durante su crecimiento, las coladas de lava de Mauna Kea se solaparon en capas complejas con las de los volcanes vecinos. Mauna Kea se construyó sobre las coladas más antiguas de Kohala al noroeste y cruza la base de Mauna Loa al sur. Las fisuras eruptivas originales (zona de fisuras) en los flancos de Mauna Kea fueron cubiertas por su volcanismo post-escudo. Anteriormente se creía que Hilo Ridge, una prominente zona de fisuras volcánicas submarina al este de Mauna Kea, era parte del volcán, pero ahora se entiende que la zona de fisuras pertenece a Kohala y ha sido afectada por los flujos de lava más recientes de Mauna Kea.
Las lavas que construyeron el enorme volcán en escudo fueron basaltos toleíticos, al igual que las de Mauna Loa, creados por la mezcla de magma primaria con la corteza oceánica subducida. Están cubiertas por los más antiguos estratos rocosos expuestos de Mauna Kea, los basaltos alcalinos de la actividad volcánica de la zona de Hāmākua, que ocurrió entre 250 000 y 70-65 000 años atrás. Las coladas de lava más recientes son del tipo hawaita y mugearita y datan de la actividad volcánica de Laupāhoehoe, entre 65 000 y 4000 años atrás. Estos cambios en la composición de la lava acompañaron la lenta reducción del suministro de magma a la cumbre, lo que dio lugar a erupciones más débiles, seguidos por episodios aislados de actividad, asociados con la latencia volcánica. La lava de Laupāhoehoe es más viscosa y contiene más elementos volátiles que los basaltos toleíticos anteriores; sus coladas más gruesas empinaron significativamente los flancos de Mauna Kea. Además, erupciones explosivas formaron conos de ceniza cerca de la cumbre. Estos conos son los centros eruptivos más recientes de Mauna Kea. La cumbre actual está dominada por domos de lava y conos de ceniza con un diámetro de hasta 1,5 km y una altura de cientos de metros.
Mauna Kea es el único volcán hawaiano con marcada evidencia de glaciación, incluyendo lenguas glaciares y till glaciar. Probablemente existen depósitos glaciares similares en Mauna Loa, pero estos han sido cubiertos por coladas de lava posteriores. Pese a la ubicación tropical de Hawái, durante varios periodos glaciales una reducción de la temperatura de un solo grado era suficiente para que la nieve permaneciera en la cumbre de la montaña durante todo el verano, dando lugar a la formación de un casquete de hielo. Se registraron tres episodios de glaciación en los últimos 180 000 años, conocidos como el episodio Pōhakuloa (hace 180 000-130 000 años), Wāihu (hace 80 000-60 000 años) y Mākanaka (hace 40 000-13 000 años). Éstos esculpieron extensamente la superficie de la cumbre y depositaron morrenas y un anillo circular de till y grava a lo largo de los flancos superiores de la montaña. Durante la glaciación de Mākanaka, erupciones subglaciales formaron conos de ceniza, la mayoría de los cuales fueron fuertemente arrugados por la acción glacial. Los conos más recientes fueron edificados encima de los depósitos glaciares entre 9000 y 4500 años atrás, aunque un estudio indica que la última erupción pudo haber ocurrido hace 3600 años.
En su extensión máxima, los glaciares se extendieron de la cumbre hacia abajo hasta una altitud de entre 3200 y 3800 m s. n. m. Antes de 1974, un pequeño área de permafrost de menos de 25 m de ancho fue encontrado en la cumbre de Mauna Kea y es posible que todavía existe. El contorno de la cumbre es entrecortado por pequeños barrancos formados por arroyos que sólo fluyen durante las lluvias y el derretimiento de la nieve invernal.
En el lado de barlovento de la montaña, la erosión hídrica impulsada por los vientos alisios ha acelerado la erosión de una manera similar a la que se observa en el volcán más viejo de Kohala.
El lago Waiau, el cuerpo lacustre más alto de la cuenca del Pacífico, se encuentra en Mauna Kea. Se sitúa dentro del cono de escoria Puʻu Waiau a una altitud de 3969 m s. n. m. y es el único lago alpino en Hawái. Con una superficie de 0,73 hectáreas y una profundidad máxima de 3 m es un lago muy pequeño y poco profundo. La datación por radiocarbono de muestras de la base del lago indica que estaba libre de hielo hace 12.600 años. Los tipos de lava hawaiana son típicamente permeables lo que impide la formación de lagos debido a la infiltración. Sin embargo, en este caso el vapor de azufre alteró la ceniza volcánica en arcillas de baja permeabilidad, o bien las interacciones explosivas entre los flujos de magma subiendo y las aguas subterráneas o superficiales (erupciones freáticas) formaron cenizas excepcionalmente finas que también contribuyeron a reducir la permeabilidad del lecho lacustre.
Hasta 1993 se desconocía la existencia de fuentes de agua artesiana en la isla de Hawái. Mediante perforaciones realizadas por la Universidad de Hawái se descubrió un acuífero artesiano —con una profundidad del acuífero de 100 metros— a 300 metros bajo el nivel del mar, dentro de una capa compacta de tierra y lava donde las coladas de Mauna Loa y Mauna Kea se encuentran (región de Humuula saddle). La composición isotópica muestra que el agua presente ha sido derivada de la lluvia proveniente de Mauna Kea a una altitud superior a 2000 m s. n. m. Su presencia se atribuye a una fuente de agua dulce dentro del lente basal de Mauna Kea. Los científicos creen que puede haber más agua en el lente de agua dulce de Mauna Kea que los modelos actuales pueden señalar. En 2012 se realizaron dos perforaciones adicionales en Mauna Kea y se descubrió agua a una altitud superior a lo que se anticipaba, pero con una profundidad de acuífero inferior a lo esperado. Donald Thomas, director del Centro para el Estudio de Volcanes Activos de la Universidad de Hawái, cree que una de las razones para continuar estudiando los acuíferos en zonas elevadas es incluso su uso práctico, indicando: "Casi todas estas actividades dependen de la disponibilidad de agua potable que, en la mayoría de los casos, se debe transportar en camión a [Humuula] Saddle desde Waimea o Hilo — un proceso ineficiente y costoso que consume una cantidad sustancial de nuestros escasos combustibles líquidos”.

### Futura actividad volcánica
La última erupción de Mauna Kea ocurrió hace aproximadamente 4600 años (hacia 2600 a. C.); debido a este periodo de inactividad, se asignó a la cumbre un valor de 7 en la clasificación de riesgo volcánico, y 8 a las laderas inferiores, en una clasificación donde el valor 9 expresa el riesgo volcánico más bajo. Por ejemplo, se le asignó un valor 9 al volcán extinto Kohala.
En los últimos 10 000 años, 20 % de la cumbre del volcán ha sido cubierto por coladas de lava, mientras que casi no hubo flujos de lava en las laderas durante este mismo periodo.
A pesar de su inactividad, se espera que Mauna Kea volverá a entrar en erupción. Se estima que habrá suficiente tiempo de advertencia para evacuar, ya que los telescopios en la cumbre de Mauna Kea, actuando como costosos clinómetros, serían los primeros en detectar las diminutas deformaciones asociados con el "hinchazón" del volcán, previo a una erupción. Sobre la base de erupciones anteriores, tal evento podría ocurrir en cualquier parte de las laderas superiores del volcán y probablemente produciría extensos flujos de lava, principalmente del tipo a'a, con una longitud de 15-25 km. Largos períodos de actividad podrían edificar conos de ceniza en los focos de actividad volcánica. La ocurrencia de tal erupción no parece probable en los próximos siglos y probablemente no resultaría en muchas víctimas, aunque podría causar daños significativos a la infraestructura.

## Historia humana

### Historia nativa

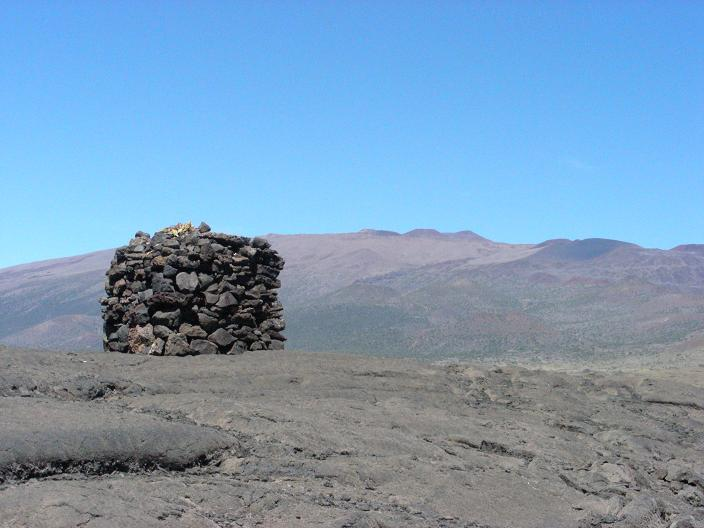
Una estructura de piedra, o ahu, frente a Mauna Kea, en Saddle Road, entre Mauna Kea y Mauna Loa.

Los primeros antiguos hawaianos que llegaron a la isla de Hawái vivieron a lo largo de la costa, donde los alimentos y el agua eran abundantes. Durante los siglos XII y XIII, la colonización se expandió hacia el interior, hasta la región de Mauna Loa y Mauna Kea. La evidencia arqueológica sugiere que se utilizó esta región para cazar, recolectar material de piedra, y posiblemente por razones espirituales o para observaciones astronómicas o de navegación. El bosque abundante de la montaña proporcionaba plantas y animales para alimentación, así como las materias primas para construir casas. Las aves no voladoras, que anteriormente no conocieron depredadores, se convirtieron en una fuente de alimento básico.
Los primeros asentamientos tuvieron un gran impacto en el ecosistema local y causaron la extinción de muchas especies, sobre todo entre las aves. Los antiguos hawaianos introdujeron plantas y animales foráneos y su llegada contribuyó también a un aumento de la erosión. 
El ecosistema forestal de tierras bajas predominante se transformó en pastizales; este cambio fue parcialmente causado por el uso de fuego, pero la razón principal parece haber sido la introducción de la rata de la Polinesia (Rattus exulans).
Las cumbres de los cinco volcanes de Hawái son reverenciadas como lugares sagrados, y la cumbre de Mauna Kea, la más alta, es considerada la más sagrada. Por esta razón, un kapu (antigua ley hawaiana) reservó los derechos de visitar la cumbre a los ali'i (nobles) de alto rango. Los hawaianos asociaron elementos de su entorno natural con deidades particulares. En la mitología hawaiana, la cumbre de Mauna Kea se consideró la "región de los dioses", el lugar donde residen deidades benevolentas. Poliʻahu, la deidad de la nieve, también reside en este lugar. En hawaiano, Mauna Kea significa "montaña blanca", en referencia a la cumbre frecuentemente cubierta de nieve.
Alrededor de 1100 d. C., los nativos establecieron canteras de azuelas en lo alto de Mauna Kea para extraer basalto con una densidad única —resultado del enfriamiento rápido de las coladas de lava al encontrar el hielo glacial durante erupciones subglaciales— para la elaboración de herramientas líticas. Se recolectaba también vidrio volcánico y gabro para elaborar herramientas de corte y de pesca, y la madera de māmane era preferida para los mangos. Después de 1400 d. C., durante el auge de la actividad en la cantera, había instalaciones separadas para el corte en bruto y fino; refugios con alimentos, agua y madera para sostener los trabajadores; y talleres para la elaboración del producto terminado.
El lago Waiau proporcionó agua potable para los trabajadores. Los jefes nativos también mojaban las cuerdas umbilicales de los recién nacidos en el agua del lago para darles la fuerza de la montaña. Como parte del ritual asociado con la explotación de las canteras, los trabajadores erigieron santuarios para los dioses; estos y otros artefactos de cantera permanecen en los sitios, la mayoría de los cuales se encuentran dentro de lo que ahora es la Mauna Kea Ice Age Reserve (reserva de la Edad de Hielo de Mauna Kea). El uso de la cantera disminuyó con el contacto con los europeos y estadounidenses.
Esta primera época fue seguido por un periodo de paz y expansión cultural entre el siglo XII y finales del siglo XVIII. La tierra se dividió en regiones diseñadas tanto para satisfacer las necesidades inmediatas de la población, como para mantener el bienestar a largo plazo del medio ambiente. Estos ahupuaʻa tomaron generalmente la forma de largas tiras de tierra orientadas de las cumbres de montaña a la costa. La cumbre de Mauna Kea estaba incluida en el ahupuaʻa de Kaʻohe, y parte de su ladera oriental se extendió hasta Humu'ula. Para los hawaianos que vivían en las laderas del volcán, las principales fuentes de alimentación vinieron del bosque de māmane-naio en las laderas superiores, que les proporcionaba alimentos vegetales y aves de caza. Cazaron especies de aves como ʻuaʻu (Pterodroma sandwichensis), nēnē (Branta sandvicensis) y palila (Loxioides bailleui). El bosque de koa-ʻōhiʻa proporcionaba la madera para las canoas y las plumas de aves para fines ornamentales.

### Época moderna

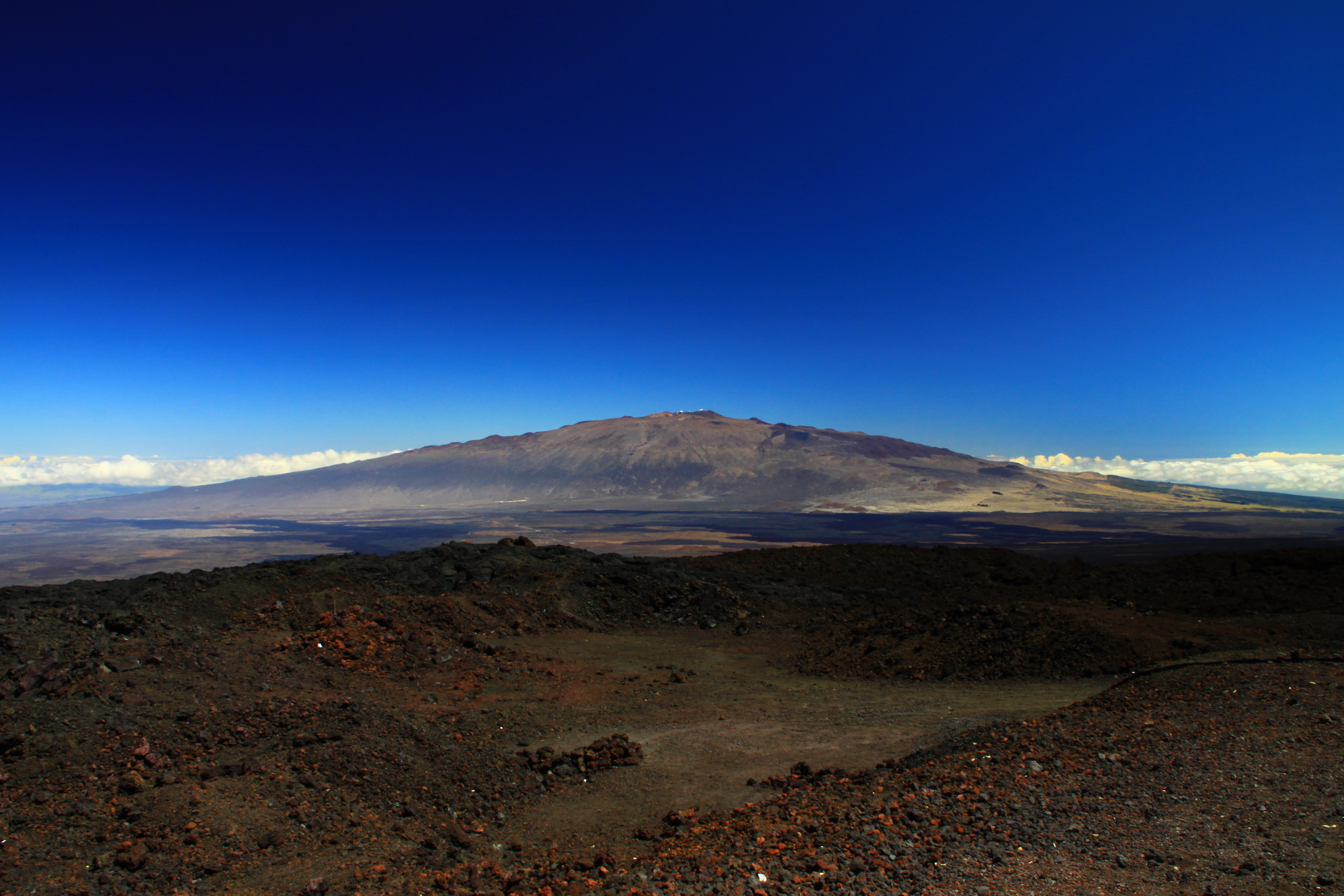
Vista de Mauna Kea desde el Observatorio de Mauna Loa.

Existen tres relatos de exploradores extranjeros que visitaron Hawái antes de la llegada de James Cook en 1778. Sin embargo, las primeras representaciones occidentales de la isla, incluyendo Mauna Kea, fueron creadas por exploradores a fines del siglo XVIII y principios del XIX. El contacto con los europeos y estadounidenses tuvo importantes consecuencias para los nativos de la isla. La población nativa hawaiana fue diezmada por las enfermedades introducidas; ciudades portuarias como Hilo, Kealakekua y Kailua crecieron con el establecimiento del comercio internacional; y las canteras de azuelas en Mauna Kea fueron abandonadas tras la introducción de herramientas de metal.
El ganado fue introducido en 1793, cuando George Vancouver los ofreció como tributo al rey Kamehameha I. A principios del siglo XIX, habían escapado del encierro y vagaban libremente por la isla, dañando el ecosistema. En 1809 John Palmer Parker llegó en Hawái y desarrolló una amistad con Kamehameha I, quien lo puso a cargo del manejo del ganado en la isla. Parker obtuvo una concesión de tierra adicional en 1845 y estableció el rancho Parker en la ladera norte de Mauna Kea, un extenso rancho que sigue funcionando hoy en día. Los colonos de la isla quemaron y despejaron gran parte del bosque nativo para establecer plantaciones de caña de azúcar y construir viviendas.
La construcción de Saddle Road ("camino de la silla de montar") —denominado así por cruzar la meseta entre Mauna Kea y Mauna Loa, cuya forma se parece a una silla de montar— fue terminado en 1943, lo que facilitó considerablemente el acceso a Mauna Kea.
El Área de Entrenamiento de Pohakuloa (PTA) en la meseta es el mayor espacio de entrenamiento militar de Hawái. La base de 44.055 ha se extiende desde las laderas inferiores del volcán hasta una altitud de 2070 m s. n. m. en tierras estatales arrendadas al ejército de los Estados Unidos desde 1956. Varias especies amenazadas o en peligro de extinción habitan esta zona, incluyendo quince especies de plantas, tres especies de aves y una especie de murciélago.
A partir de los años 1980, Mauna Kea ha sido objeto de extensa investigación arqueológica. Aproximadamente 27 % de la Reserva Científica había sido investigada en 2000, identificando 76 santuarios, 4 talleres para la fabricación de azuelas, 3 otros marcadores, 1 cementerio confirmado y 4 posibles sitios de entierro. Para 2009, el número total de sitios identificados había aumentado a 223, y la investigación arqueológica en las laderas superiores del volcán sigue en curso. Se ha sugerido que los santuarios que están dispuestos alrededor de la cumbre del volcán a lo largo de lo que puede ser un antiguo límite de nieve perpetua, son marcadores para delimitar la transición a la parte sagrada de Mauna Kea. A pesar de muchas referencias sobre entierros alrededor de Mauna Kea en la historia oral hawaiana, pocos sitios han sido confirmados hasta ahora. Es posible que el gran número de conos de ceniza del volcán fueron reservados para entierros, lo que explicaría la ausencia de santuarios u otros artefactos arqueológicos alrededor de los conos.

### Ascensiones

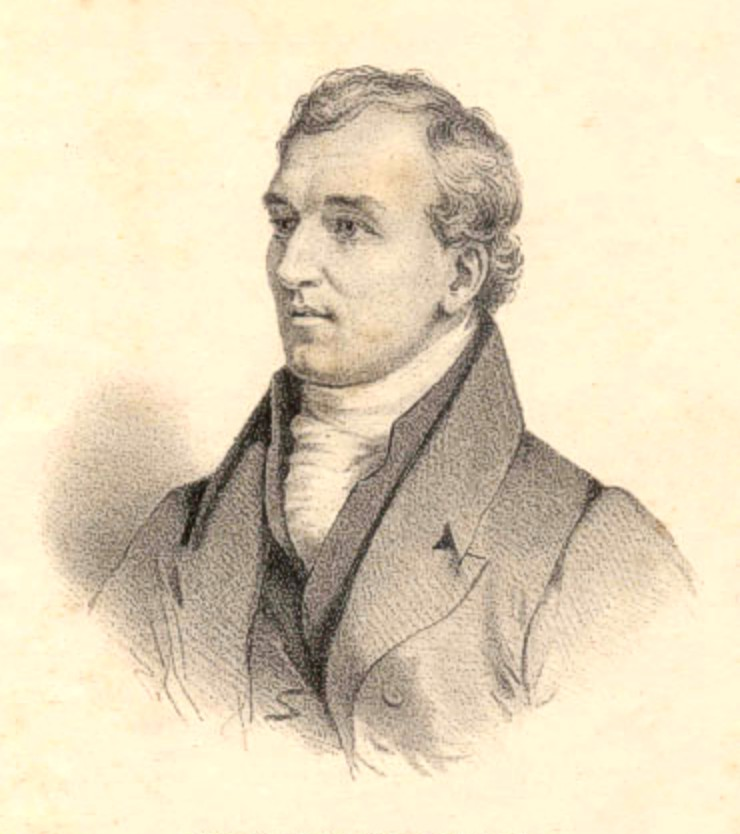
David Douglas, un botánico escocés que falleció en Mauna Kea en 1834.

Antes de la llegada de los europeos y estadounidenses, los nativos que ascendieron Mauna Kea probablemente fueron guiados más por el paisaje que por senderos existentes, ya que no se encontró ninguna evidencia de antiguos senderos en la montaña. Posiblemente siguieron las crestas naturales y los cursos de agua. Los hawaianos probablemente subieron las laderas de Mauna Kea para visitar los santuarios mantenidos por las familias en la cercanía de la cumbre; las tradiciones relacionadas con la ascensión de la montaña existen hasta el día de hoy. Sin embargo, muy pocos nativos alcanzaron la cumbre debido al estricto kapu limitando su acceso.
A principios del siglo XIX hubo varias ascensiones registradas notables de Mauna Kea, incluyendo las siguientes:
- El 26 de agosto de 1823, Joseph F. Goodrich, un misionero estadounidense, hizo el primer ascenso registrado en un solo día; sin embargo, un pequeño arreglo de piedras que encontró en la cumbre le sugirió que no había sido el primer ser humano en alcanzar la cumbre.[32] También pasó por el Lago Waiau, y registró cuatro ecosistemas entre la base y la cumbre del volcán.[3]
- El 17 de junio de 1825, una expedición de HMS Blonde dirigida por el botánico James Macrae, alcanzó la cumbre de Mauna Kea. Macrae fue la primera persona que describió la espada plateada de Mauna Kea (Argyroxiphium sandwicense), escribiendo: "El último kilómetro estaba desprovisto de vegetación excepto una planta de la tribu Sygenisia, en crecimiento parecido a una yuca, con hojas puntiagudas de color plateado y una espiga verde de tres o cuatro pies que produce ramas pendulares con flores marrones, verdaderamente magnífico, y casi vale la pena el viaje de venir aquí a verlo a propósito".[3]
- En enero de 1834, el botánico David Douglas subió la montaña y describió extensamente la división de especies vegetales por altitud. Durante una segunda subida en julio, fue encontrado muerto en un pozo destinado a capturar ganado salvaje. Aunque se sospechaba un asesinato, falleció probablemente por una caída accidental. El lugar, Ka lua kauka 19°53′17″N 155°20′17″O / 19.88806, -155.33806, está marcado por abetos de Douglas, una especie nombrado en su honor.[42]
- En 1881, la reina Emma de Hawái viajó hacia la cumbre para bañarse en las aguas del lago Waiau durante la competición por el papel de gobernante del reino de Hawái.[32]
- El 6 de agosto de 1889, E.D. Baldwin salió de Hilo y siguió las sendas de ganado hasta la cumbre.[3]

A finales del siglo XIX y principios del siglo XX a menudo se formaron senderos por los movimientos de rebaños de animales de caza, que se podía recorrer a caballo. Sin embargo, el acceso vehicular a la cumbre era prácticamente imposible hasta la construcción de un camino en 1964, y sigue estando restringido. Hoy en día, existen múltiples senderos a la cumbre, en varios estados de uso.

## Ecología

### Antecedentes
El aislamiento geográfico de Hawái tuvo una influencia notable en su ecología. Las islas remotas como Hawái tienen un gran número de especies que no se encuentran en ninguna otra parte del mundo (véase endemismo en Hawái). La lejanía dio lugar a líneas evolutivas distintas de las de otros lugares y aisló a estas especies endémicas de influencias bióticas externas; también las hice especialmente vulnerables a los efectos de especies invasoras y, por lo tanto, propensas a la extinción. Además, los ecosistemas de Hawái se ven amenazados por el desarrollo humano, incluido el desmonte de las tierras para la agricultura; se estima que un tercio de las especies endémicas de la isla ya fueron extinguidas. Debido a su elevación, Mauna Kea tiene la mayor diversidad de ecosistemas bióticos en cualquier parte del archipiélago hawaiano. Los ecosistemas de la montaña forman anillos concéntricos a lo largo de sus laderas en función de los cambios de temperatura y precipitación asociados con las diferencias de altitud. Estos ecosistemas pueden clasificarse en tres secciones por elevación: alpino-subalpino, montano y bosque basal.
El contacto con los estadounidenses y europeos a principios del siglo XIX trajo más colonos a la isla, lo que tuvo un efecto ecológico negativo duradero. En las laderas más bajas, vastas extensiones de bosque de koa-ʻōhiʻa fueron convertidas en tierras de cultivo. Más arriba, los animales domésticos que escaparon de los ranchos asilvestraron y encontraron refugio en el bosque de māmane-naio nativo de Mauna Kea, que dañaron extensamente. Las plantas no autóctonas constituyen otra amenaza seria; existen más de 4600 especies introducidas en la isla, mientras que el número de especies nativas se estima en apenas 1000.

### Entorno alpino

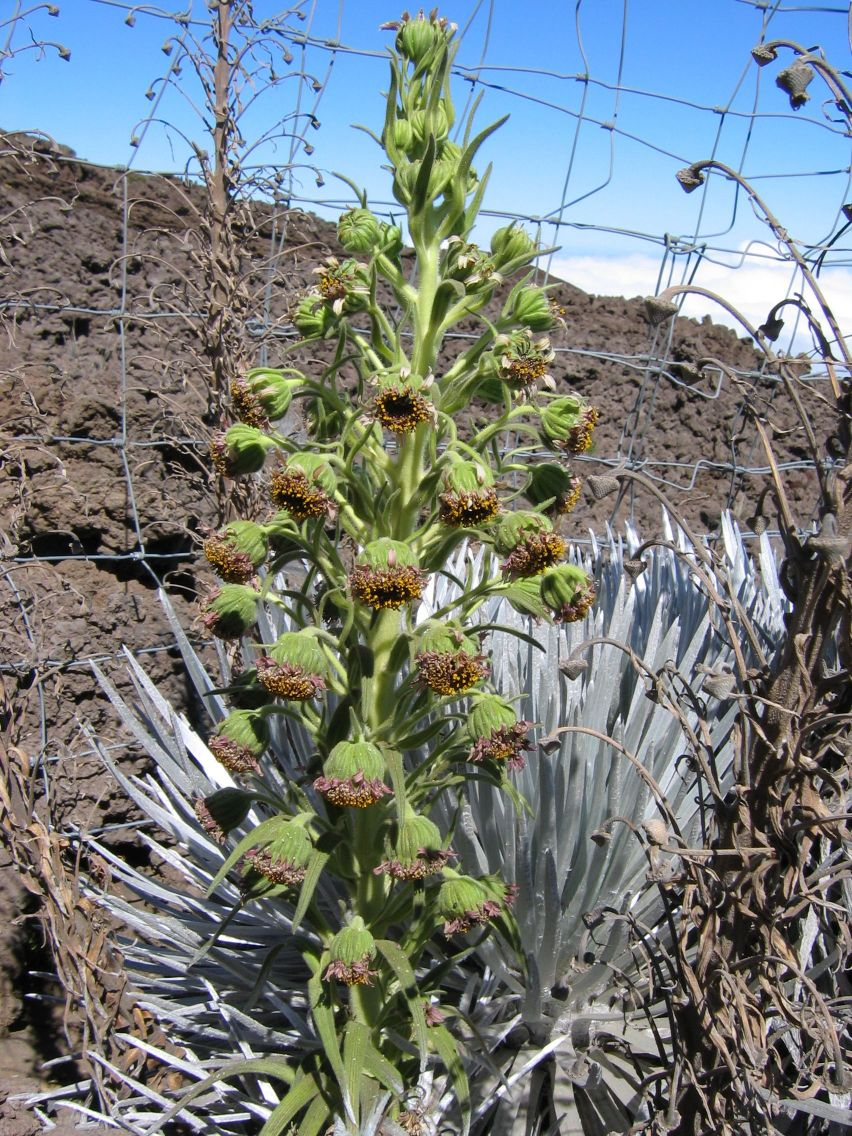
Espada de plata de Mauna Kea (Argyroxiphium sandwicense sandwicense) creciendo cerca de la cumbre del volcán.

La cumbre de Mauna Kea se encuentra encima de la línea de árboles y consiste principalmente de roca de lava y tundra alpina que se conoce como se conoce como los matorrales de montaña tropical de Hawái (en inglés: Hawaiian tropical high shrublands). Es un área de frecuentes nevadas pesadas, inhóspito a la vegetación. El crecimiento de plantas es limitado por las temperaturas frías, una temporada de crecimiento corta, las pocas precipitaciones, y la capa de nieve durante los meses de invierno. La falta de suelo también retrasa el crecimiento de las raíces, dificulta la absorpción de los nutrientes del suelo, y da al área una muy baja capacidad de retención de agua.
Las especies de plantas que se encuentran en esta elevación incluyen Styphelia tameiameiae, Taraxacum officinale, Tetramolopium humile, Agrostis sandwicensis, Anthoxanthum odoratum, Trisetum glomeratum, Poa annua, Sonchus oleraceus y Coprosma ernodiodes. Destaca la espada de plata de Mauna Kea (Argyroxiphium sandwicense var. sandwicense), una especie de planta endémica amenazada de extinción que prospera en los desiertos de ceniza de los altos de Mauna Kea. Cuando su población se había reducido a sólo 50 plantas, se pensaba que su distribución natural se limitaba a la zona alpina, pero en realidad su distribución se había limitado a la zona más alta por la presión del ganado; de hecho puede también crecer a elevaciones más bajas.
En 1981 se estableció la reserva de la Edad del Hielo de Mauna Kea en el flanco sur de la cumbre. La reserva es una zona de depósitos de cenizas y rocas de lava e incluye áreas de desierto eólico con escasa vegetación y el lago Waiau. Este ecosistema es un refugio probable para el petrel hawaiano o ʻuaʻu (Pterodroma sandwichensis), una especie amenazada, y también el centro de un estudio sobre el wēkiu (Nysius wekiuicola), un insecto endémico.
El wēkiu se alimenta de insectos muertos despositados por el viento en los bancos de nieve de Mauna Kea. Esto es un alimento muy inusual para una especie del género Nysius, que suelen alimentarse de semillas. Puede sobrevivir en elevaciones extremas de hasta 4200 m debido a una proteína anticongelante natural en su sangre. También permanece bajo superficies calientes la mayor parte del tiempo. Su estado de conservación no está claro, pero la especie —que esta estrechamento emparentada con Nysius aa que se distribuye en Mauna Loa— ya no es incluido en la lista de especies en peligro de extinción; los estudios sobre la condición de esta especie comenzaron en 1980. También se registraron arañas lobo (Lycosidae) y ciertas polillas (Malacosoma disstria) en el mismo ecosistema en Mauna Kea; Los primeros sobreviven al esconderse bajo rocas que absorben el calor, y los últimos mediante debido a sustancias químicas resistentes al frío en sus cuerpos.

### Bosque de māmane-naio

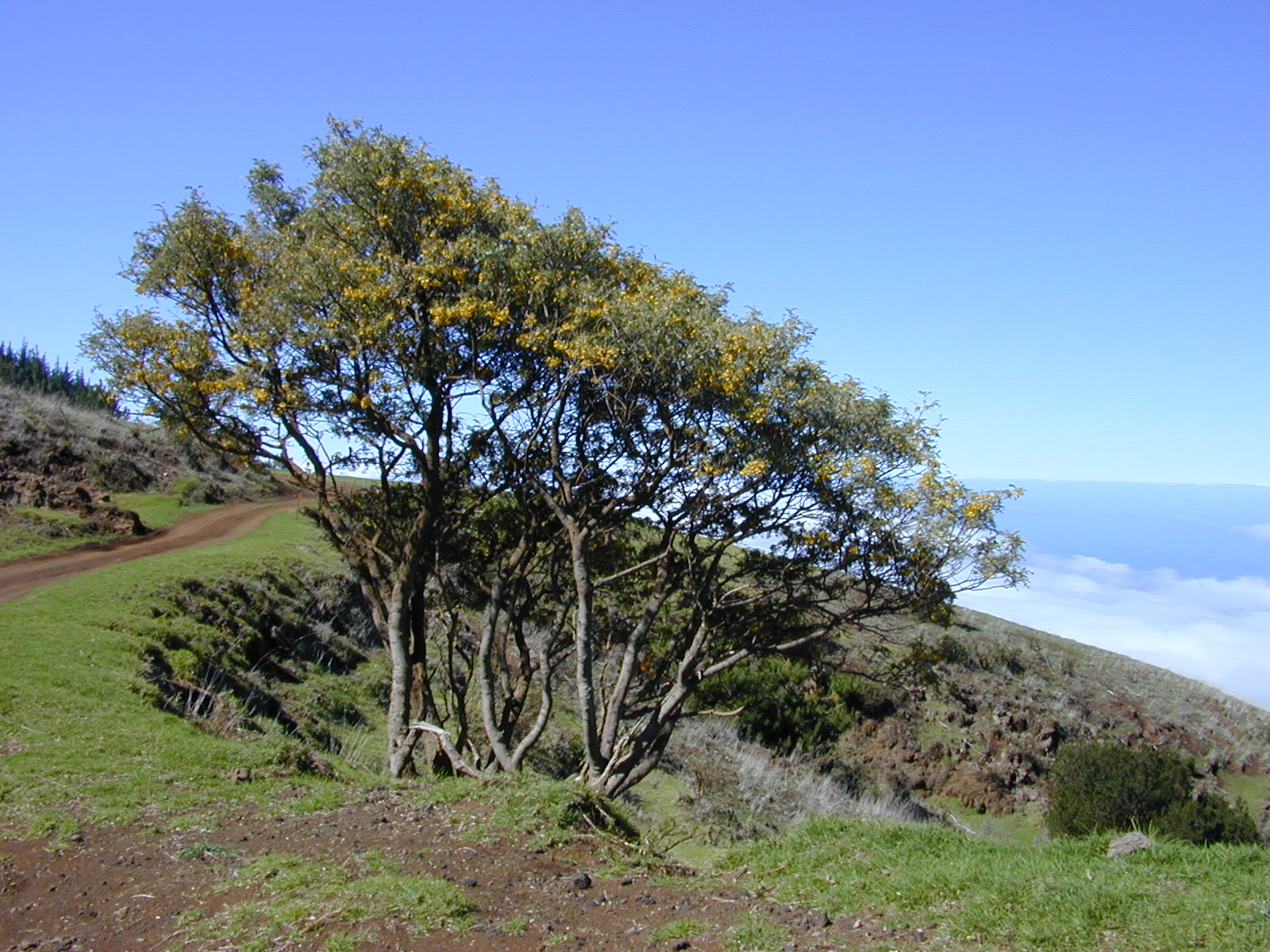
Un par de árboles māmane (Sophora chrysophylla).

La zona boscosa más alta del volcán se encuentra entre 2000-3000 m s. n. m. y está dominada por māmane (Sophora chrysophylla) y naio (Myoporum sandwicense), ambas especies de árboles endémicos, y se conoce como bosque de māmane-naio. Las semillas de māmane y la fruta de naio son los principales alimentos de las aves en esta zona, especialmente de la palila (Loxioides bailleui). La palila se encontraba anteriormente en las laderas de Mauna Kea, Mauna Loa y Hualālai, pero actualmente su distribución se limita a las laderas de Mauna Kea —que constituye sólo 10 % de su área de distribución original— y fue clasificada como una especie en peligro crítico de extinción.
La mayor amenaza para el ecosistema es el pastoreo de animales asilvestrados, como ovejas (Ovis aries), ganado (Bos primigenius)], y cabras (Capra hircus) introducidos en la isla a finales del siglo XVIII. la competencia de los animales asilvestrados con el pastoreo comercial era suficientemente severo como para crear un programa de erradicación de los cimarrones ya a partir de la década de 1920, hasta 1949. Uno de los resultados de este pastoreo fue la creciente prevalencia de plantas herbáceas y leñosas, tanto endémicas como introducidas, que eran resistentes al pastoreo. En los años 1950, los animales asilvestrados habían casi sido erradicados, y solo quedaron unos cientos. Sin embargo, se había desarrollado una afluencia de cazadores locales que valoraron las especies asilvestradas como animales de caza, y en 1959 el Departamento de Tierra y Recursos Naturales de Hawái, el órgano rector encargado de la conservación y ordenación del uso de la tierra, cambió su política a favor de un programa de control sostenido, diseñado para facilitar la caza.
El Muflón asiático (Ovis orientalis orientalis) fue introducido a partir de 1962-1964, y un plan para introducir el ciervo moteado (Axis axis) en 1964 fue prevenido solamente por las protestas de la industria ganadera, que se debate entre los rancheros y los cazadores finalmente dio paso a un aumento de la preocupación ambiental pública. Con el desarrollo de las instalaciones astronómicas en Mauna Kea, los conservacionistas exigieron la protección del ecosistema de Mauna Kea. Se propuso un plan para cercar 25 % de los bosques para su protección, y manejar el 75 % restante para la caza; este plan se puso en marcha, pese a la oposición de los conservacionistas. Mientras se repartió la tierra, no se asignó fondos para la construcción de la valla. En medio de esta discusión se aprobó el Endangered Species Act ("Ley de Especies en Peligro") de 1973; la National Audubon Society y Sierra Club Legal Defense Fund presentaron una demanda judicial contra el Departamento de Tierras y Recursos Naturales de Hawái, alegando que estaba violando la ley federal, en el histórico caso "Palila contra el Departamento de Tierras y Recursos Naturales de Hawái" (1978).
El tribunal falló a favor de los conservacionistas y confirmó la precedencia de las leyes federales sobre las estaduales relativo a la vida silvestre. Como había violado la Ley de Especies en Peligro de Extinción, el estado de Hawái fue obligado a remover todos los animales asilvestrados de la ladera de la montaña. Esta decisión fue seguida por una segunda orden judicial en 1981. Un programa de caza pública eliminó muchos de los animales asilvestrados, al menos temporalmente. Se puso en marcha un programa de control, aunque no fue implementado con suficiente rigor para alcanzar una recuperación significativa del ecosistema māmane-naio. Existen muchas otras especies y ecosistemas en la isla, y en Mauna Kea, que siguen amenazados por especies invasoras y el desarrollo humano.
La Mauna Kea Forest Reserve (Reserva Forestal de Mauna Kea) protege 212 km² de bosque māmane-naio bajo la jurisdicción del Departamento de Tierra y Recursos Naturales de Hawái. Hoy en día, se permite la caza de ungulados durante todo el año. Una pequeña parte del bosque de māmane-naio es ocupado por el Mauna Kea State Recreation Area (Área de recreación del estado de Mauna Kea).

### Entorno inferior

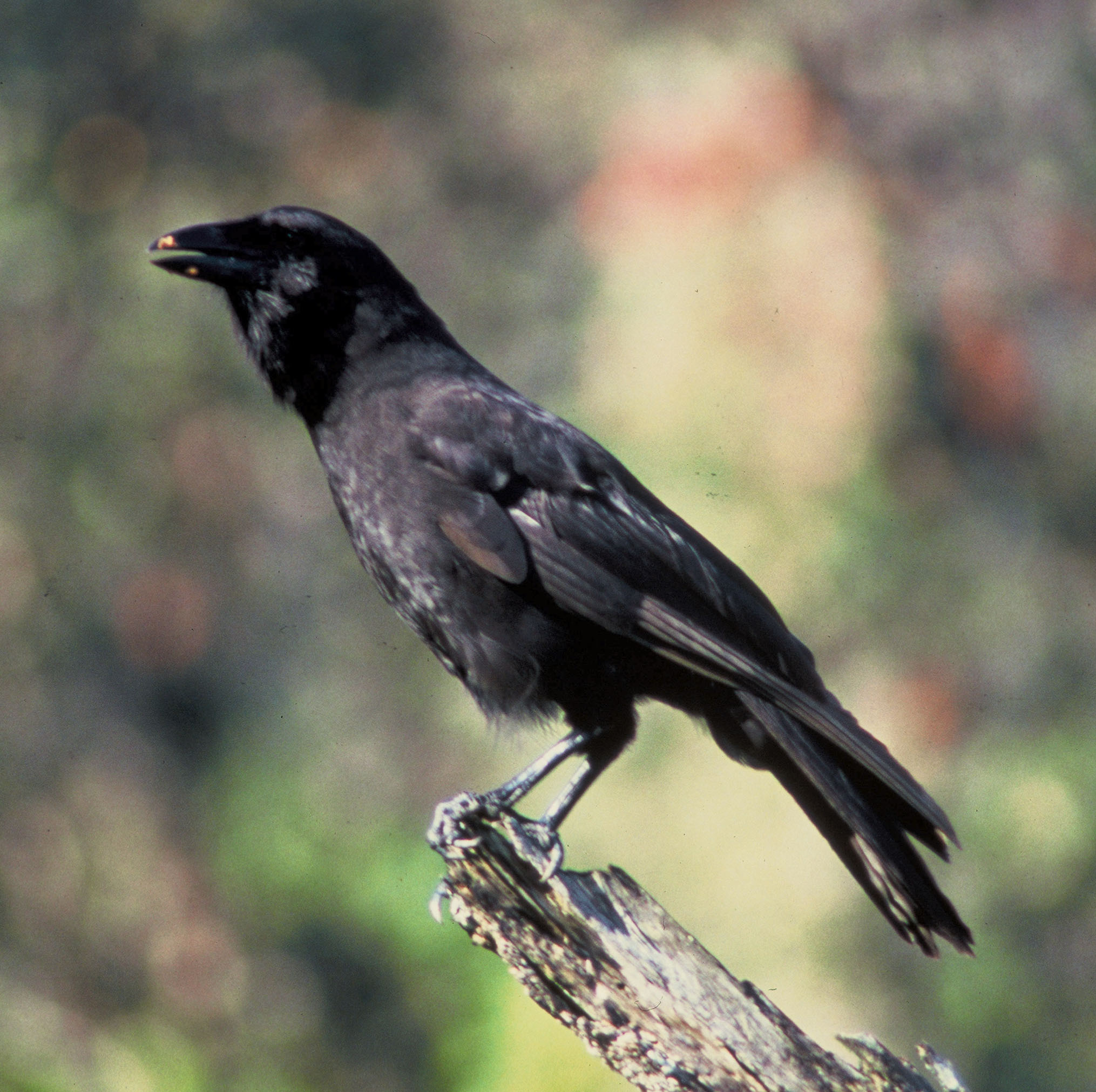
El cuervo hawaiano (ʻalalā) (Corvus hawaiiensis) es un miembro de la familia de los cuervos. Está extinto en estado salvaje y existe un plan para reintroducir la especie en el Hakalau Forest National Wildlife Refuge (Refugio Nacional de Vida Silvestre del Bosque Hakalau).

Una franja de tierra en las cuestas más bajas de Mauna Kea era anteriormente ocupada por el bosque de Acacia koa-Metrosideros polymorpha (koa-ʻōhiʻa). Su destrucción fue impulsada por una afluencia de colonos europeos y americanos a principios del siglo XIX, ya que la tala extensiva durante la década de 1830 proporcionó la madera para la construcción de casas nuevas. Vastas zonas del bosque fueron quemadas y despejadas para las plantaciones de caña de azúcar. La mayoría de las casas de la isla fueron construidas con la madera de koa, y las partes restantes del bosque se convirtieron en una fuente de leña para las calderas de energía en las plantaciones de caña de azúcar y para calentar los hogares. El antiguo bosque había casi desaparecido en 1880, y hacia 1900 los intereses de la tala se había desplazado a Kona y la isla de Maui. Con el colapso de la industria azucarera en la década de 1990, gran parte de esta tierra se encuentra en barbecho, bien que se utilizan algunas partes para el pastoreo de ganado, la agricultura a pequeña escala y el cultivo de eucalipto para la producción de pulpa de madera.
El Hakalau Forest National Wildlife Refuge (Refugio nacional de vida silvestre del bosque Hakalau), que se encuentra en la ladera de barlovento de Mauna Kea, es una importante reserva forestal de koa. Fue establecido en 1985, incorporando 13.247 hectáreas del ecosistema remanente. En el área se han observado ocho especies de aves en peligro de extinción, doce plantas en peligro de extinción y el murciélago hawaiano (Lasiurus cinereus semotus), además de muchas otras biotas raras. Desde 1989, la reserva ha sido el foco de una extensa campaña de replantación. Algunas partes de la reserva muestran el efecto de la agricultura sobre el ecosistema nativo, ya que gran parte de la tierra en la parte alta de la reserva se compone de tierras agrícolas abandonadas.
Entre las especies de aves nativas del bosque de acacia koa-ʻōhiʻa destacan el cuervo hawaiano (Corvus hawaiiensis), ʻakepa (Loxops coccineus), trepador hawaiano (Oreomystis mana), ʻakiapōlāʻau (Hemignathus munroi), y halcón hawaiano (Buteo solitarius), todas en peligro de extinción, amenazados o casi amenazados; el cuervo hawaiano está extinto en estado salvaje, pero hay planes para reintroducir la especie en la reserva de Hakalau.

## Observatorios

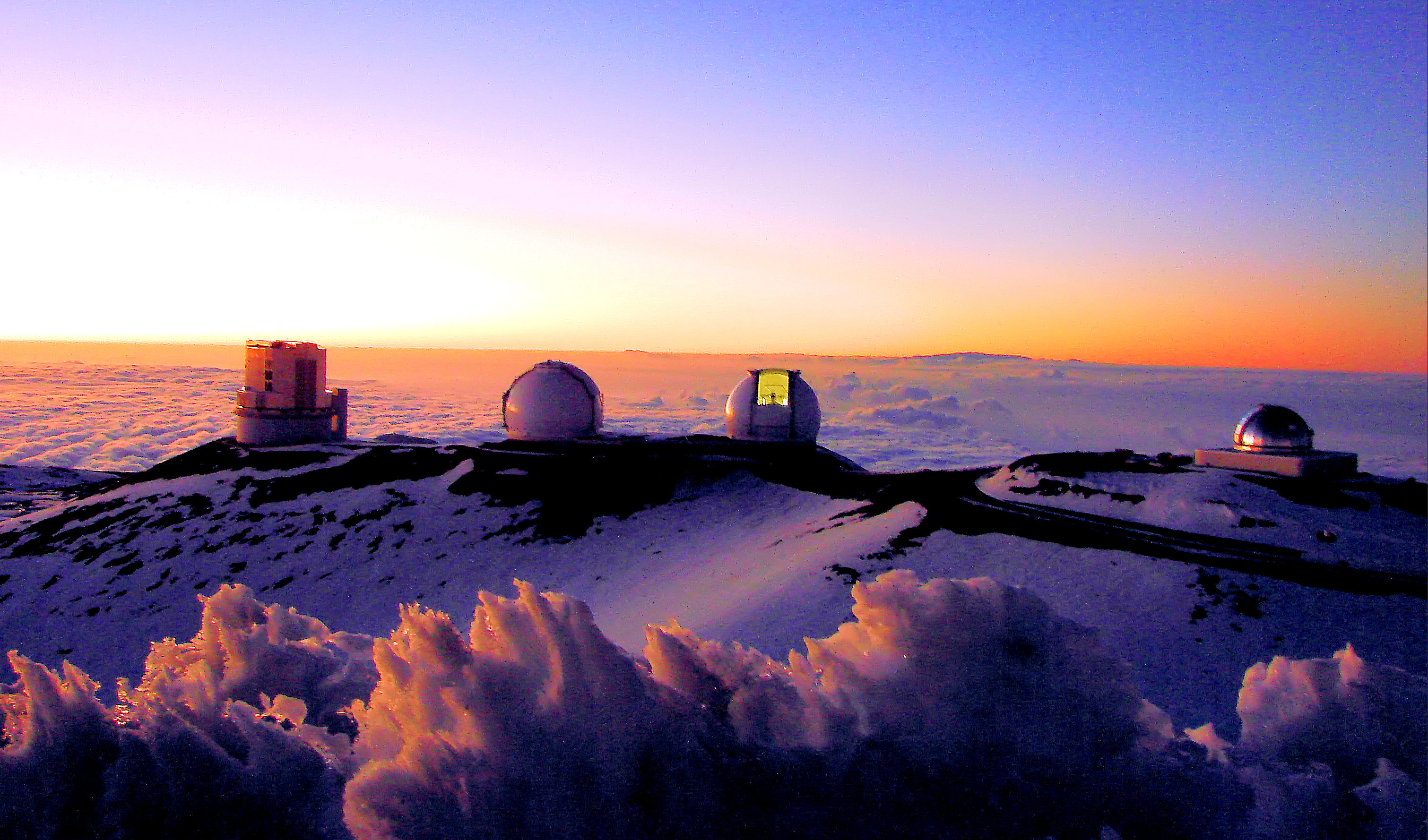
Puesta de sol sobre cuatro de los telescopios de los observatorios de Mauna Kea. De izquierda a derecha: el telescopio Subaru, los telescopios gemelos Keck I y II y el telescopio infrarrojo de la NASA.

La cumbre de Mauna Kea es uno de los mejores sitios del mundo para la observación astronómica debido a las condiciones de observación favorables. Las condiciones áridas son importantes para la astronomía submilimétrica y la astronomía infrarroja en esta región del espectro electromagnético. La cumbre se eleva encima de la capa de inversión, manteniendo la mayor parte de la nubosidad debajo de la cumbre y asegurando que el aire en la cumbre esté seco y libre de contaminación atmosférica. La atmósfera de la cumbre es excepcionalmente estable, carente de turbulencia, lo que crea una de las mejores condiciones de visibilidad astronómica (seeing) del Planeta. Los cielos muy oscuros, resultante de la distancia de las luces de los centros urbanos, se preservan con legislación que minimiza la contaminación lumínica de la zona circundante; el alto nivel de oscuridad permite la observación de objetos astronómicos muy distantes. Estos factores hicieron que Mauna Kea también se convirtió en un excelente lugar para la astronomía amateur.
A principios de los años sesenta, la cámara de comercio de Hawái fomentó, como estímulo económico, el desarrollo de instalaciones astronómicas en la cumbre de Mauna Kea; esto coincidió con la búsqueda de sitios adecuados para utilizar detectores mejorados de luz infrarroja por parte del astrónomo Gerard Kuiper de la Universidad de Arizona. Las pruebas de campo realizadas en 1964 por la asistente de Kuiper, Alika Herring, confirmaron la excepcional aptitud de la cumbre. Luego se inició una intensa competencia entre Kuiper, la Universidad de Harvard y la Universidad de Hawái (UH) por la obtención de fondos de la NASA para construir un gran telescopio. Finalmente NASA adjudicó fondos a la propuesta UH "upstart" de la Universidad de Hawái. La Universidad de Hawái reconstruyó su pequeño departamento de astronomía, lo convirtió en el nuevo Instituto de Astronomía y en 1968 el Departamento de Tierra y Recursos Naturales de Hawái le otorgó un contrato de arrendamiento de 65 años para todas las tierras dentro de un radio de 4 km de su telescopio, a una altitud superior a 3505 m s. n. m. En su inauguración en 1970, el observatorio UH 88 in (2,2 m) era el séptimo telescopio óptico/infrarrojo más grande del mundo.

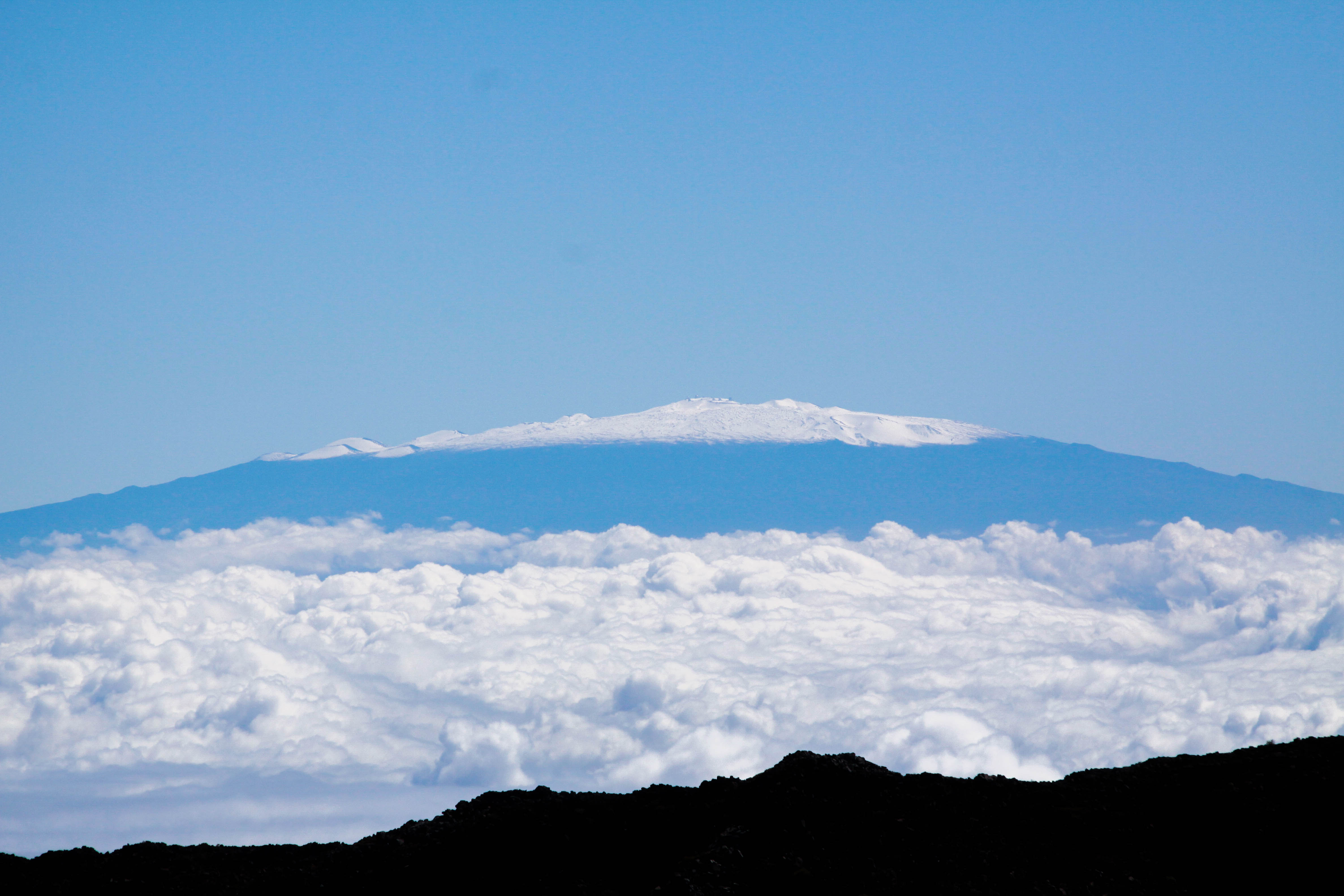
Mauna Kea desde la cumbre de Haleakalā en Maui, a aproximadamente 126 km.

En 1970, la US Air Force y el Observatorio Lowell habían construido dos telescopios de 24 pulgadas (0,6 m). En 1973, Canadá y Francia acordaron construir el observatorio CFHT (3,6 m) en Mauna Kea. Sin embargo, organizaciones locales comenzaron a plantear inquietudes sobre el impacto ambiental del complejo de observatorios. Esto llevó al Departamento de Tierras y Recursos Naturales a elaborar un plan de gestión inicial, redactado en 1977 y complementado en 1980. En enero de 1982, el consejo de regentes de la Universidad de Hawái aprobó un plan para apoyar el desarrollo continuo de las instalaciones científicas en el sitio. En 1998, se transfirió 823 hectáreas del área de arrendamiento del observatorio para complementar la Mauna Kea Ice Age Reserve. El plan de 1982 fue sustituido en 2000 por una extensión diseñada para servir hasta 2020: Instituyó una Oficina de Administración de Mauna Kea, designó 212 hectáreas a la astronomía, y asignó las 4356 hectáreas restantes a la "conservación natural y cultural". Este plan fue revisado para responder a la preocupación en la comunidad hawaiana de que existía una falta de respeto hacia el valor cultural de la montaña.
Hoy en día, la Reserva Científica Mauna Kea cuenta con 13 centros de observación, financiados por 11 países diferentes. Existen nueve telescopios que trabajan en el espectro visible e infrarrojo, tres en el espectro submilimétrico y uno en el espectro radioeléctrico, con espejos o parabólicas que van de 0,9 a 25 m de diámetro. En comparación, el Telescopio Espacial Hubble tiene un espejo de 2,4 m, similar en tamaño al UH88, actualmente el segundo telescopio más pequeño de Mauna Kea.
El movimiento social "Save Mauna Kea" cree que el desarrollo de instalaciones en la montaña es un sacrilegio. Grupos de nativos hawaianos, como Kahea, preocupados por el patrimonio cultural y el medio ambiente, también se oponen al desarrollo del complejo de observatorios en la cumbre por razones culturales y religiosas. La construcción del multi-telescopio "outrigger", propuesto en 2006, fue finalmente cancelado. Los planes para la construcción de un nuevo telescopio, el Thirty Meter Telescope ("Telescopio de Treinta Metros", TMT), han atraído controversia y protestas. El TMT fue aprobado en abril de 2013. En octubre de 2014, la ceremonia de inicio de la construcción del telescopio fue interrumpida por manifestantes y se decidió parar el proyecto temporalmente. A finales de marzo de 2015, manifestantes nuevamente bloquearon el acceso a la carretera a la cumbre. El 2 de abril de 2015, 300 manifestantes se reunieron cerca del centro de visitantes donde 12 personas fueron detenidos y 11 más fueron detenidos en la cumbre. Entre las preocupaciones de los grupos de manifestantes están las evaluaciones de la tierra y la consulta de los nativos hawaianos. La construcción se detuvo el 7 de abril de 2015 después de que las protestas se expandieran por el estado de Hawái. Después de varias detenciones de la construcción, el proyecto fue aplazado voluntariamente. El Gobernador Ige anunció cambios sustanciales en la gestión de Mauna Kea en el futuro, pero afirmó que el proyecto podía avanzar. Un número de grupos afirmaron aceptar el resultado de un caso judicial pendiente en el Tribunal Supremo de Hawái sobre el proyecto.

## Clima
La cumbre de Mauna Kea tiene un clima alpino. Debido a la influencia tropical en esta latitud, las oscilaciones de temperatura son muy bajas a pesar de la altitud de la cumbre. Las heladas son comunes durante todo el año, pero a pesar de la elevación, la temperatura promedio máxima de ningún mes cae bajo 0 °C, aunque la temperatura media de marzo está muy baja.
| Parámetros climáticos promedio de Observatorio de Mauna Kea · (altitud: 4200 m) | Parámetros climáticos promedio de Observatorio de Mauna Kea · (altitud: 4200 m) | Parámetros climáticos promedio de Observatorio de Mauna Kea · (altitud: 4200 m) | Parámetros climáticos promedio de Observatorio de Mauna Kea · (altitud: 4200 m) | Parámetros climáticos promedio de Observatorio de Mauna Kea · (altitud: 4200 m) | Parámetros climáticos promedio de Observatorio de Mauna Kea · (altitud: 4200 m) | Parámetros climáticos promedio de Observatorio de Mauna Kea · (altitud: 4200 m) | Parámetros climáticos promedio de Observatorio de Mauna Kea · (altitud: 4200 m) | Parámetros climáticos promedio de Observatorio de Mauna Kea · (altitud: 4200 m) | Parámetros climáticos promedio de Observatorio de Mauna Kea · (altitud: 4200 m) | Parámetros climáticos promedio de Observatorio de Mauna Kea · (altitud: 4200 m) | Parámetros climáticos promedio de Observatorio de Mauna Kea · (altitud: 4200 m) | Parámetros climáticos promedio de Observatorio de Mauna Kea · (altitud: 4200 m) | Parámetros climáticos promedio de Observatorio de Mauna Kea · (altitud: 4200 m) |
| Mes                                                                             | Ene.                                                                            | Feb.                                                                            | Mar.                                                                            | Abr.                                                                            | May.                                                                            | Jun.                                                                            | Jul.                                                                            | Ago.                                                                            | Sep.                                                                            | Oct.                                                                            | Nov.                                                                            | Dic.                                                                            | Anual                                                                           |
| ------------------------------------------------------------------------------- | ------------------------------------------------------------------------------- | ------------------------------------------------------------------------------- | ------------------------------------------------------------------------------- | ------------------------------------------------------------------------------- | ------------------------------------------------------------------------------- | ------------------------------------------------------------------------------- | ------------------------------------------------------------------------------- | ------------------------------------------------------------------------------- | ------------------------------------------------------------------------------- | ------------------------------------------------------------------------------- | ------------------------------------------------------------------------------- | ------------------------------------------------------------------------------- | ------------------------------------------------------------------------------- |
| Temp. máx. abs. (°C)                                                            | 12.8                                                                            | 13.3                                                                            | 12.2                                                                            | 12.8                                                                            | 15                                                                              | 14.4                                                                            | 13.9                                                                            | 13.9                                                                            | 15.6                                                                            | 15                                                                              | 12.2                                                                            | 12.8                                                                            | 15.6                                                                            |
| Temp. máx. media (°C)                                                           | 5.6                                                                             | 5.8                                                                             | 4.6                                                                             | 5.2                                                                             | 8.6                                                                             | 9.6                                                                             | 10.5                                                                            | 9.9                                                                             | 10.3                                                                            | 6.6                                                                             | 7.3                                                                             | 5.9                                                                             | 7.8                                                                             |
| Temp. mín. media (°C)                                                           | -3.2                                                                            | -3.3                                                                            | -3.9                                                                            | -3.2                                                                            | -1.7                                                                            | -1.4                                                                            | -0.9                                                                            | -0.6                                                                            | -0.4                                                                            | -1.4                                                                            | -2.3                                                                            | -2.4                                                                            | -2                                                                              |
| Temp. mín. abs. (°C)                                                            | -7.2                                                                            | -11.1                                                                           | -7.8                                                                            | -7.8                                                                            | -11.1                                                                           | -5                                                                              | -5.6                                                                            | -8.3                                                                            | -5                                                                              | -6.7                                                                            | -6.7                                                                            | -8.3                                                                            | -11.1                                                                           |
| Precipitación total (mm)                                                        | 20.6                                                                            | 6.1                                                                             | 26.7                                                                            | 12.7                                                                            | 23.4                                                                            | 3.6                                                                             | 7.4                                                                             | 19.6                                                                            | 13                                                                              | 14.7                                                                            | 26.4                                                                            | 13.2                                                                            | 186.9                                                                           |
| Fuente: http://www.wrcc.dri.edu/                                                |                                                                                 |                                                                                 |                                                                                 |                                                                                 |                                                                                 |                                                                                 |                                                                                 |                                                                                 |                                                                                 |                                                                                 |                                                                                 |                                                                                 |                                                                                 |

## Turismo

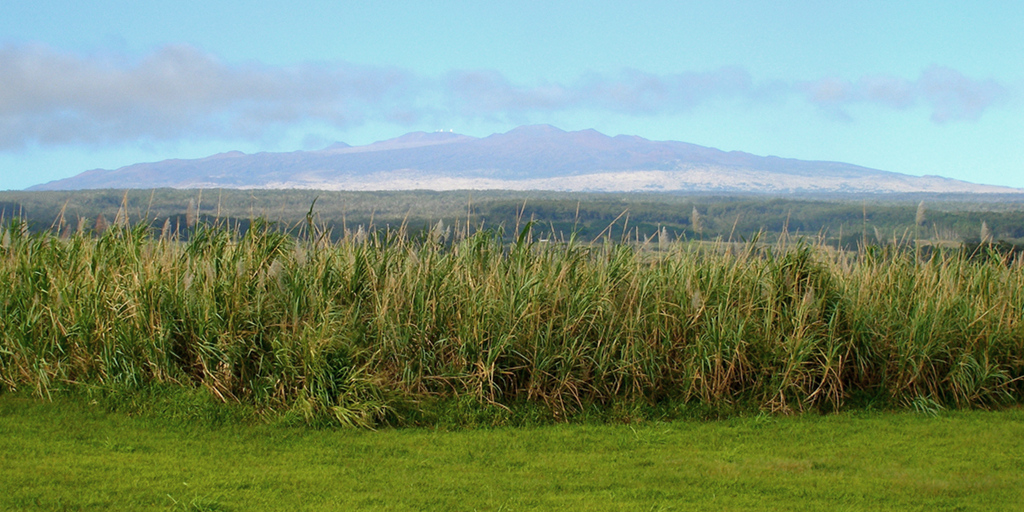
Vista de Mauna Kea desde Saddle Road, cerca de Hilo.

El litoral de Mauna Kea está dominada por la costa de Hamakua, una zona accidentada formada por frecuentes caídas y deslizamientos de tierra en el flanco del volcán. El área cuenta con varios parques de recreación, incluyendo Kalopa State Recreation Area, el Parque Estatal Wailuku River y el Parque Estatal Akaka Falls.
Hay más de 3000 cazadores registrados en la isla de Hawái y la caza, tanto para la diversión como el sustento, es una actividad común en Mauna Kea. Se utiliza un programa de caza público para manejar el número de animales introducidos que se asilvestraron, incluyendo cerdos, ovejas, cabras, pavos, faisanes y codornices. El Mauna Kea State Recreation Area (Área de Recreación Estatal de Mauna Kea) sirve como un campamento base para el deporte. La observación de aves es una actividad común en los niveles inferiores de la montaña. Un sitio popular es Kīpuka Pu'u Huluhulu, un Kipuka en la ladera de Mauna Kea que se formó cuando coladas de lava aislaron un bosque en una colina.
La altitud de Mauna Kea y la inclinación de sus laderas ofrecen una mejor vista panorámica y una caminata más corta que el volcán vecino Mauna Loa. Sin embargo, la gran altitud, el riesgo del mal de altura, las intemperies, los senderos empinados y la inaccesibilidad general hacen el volcán peligroso y dificultan las excursiones a la cumbre. Hasta la construcción de carreteras de acceso a mediados del siglo XX, sólo los excursionistas experimentados visitaron las laderas superiores de Mauna Kea; los cazadores rastrearon animales de caza y los excursionistas ascendieron hacia la cumbre de la montaña. Utilizaron cabañas de piedra construidas por el Cuerpo Civil de Conservación en los años 1930 como campos base y fue de estas instalaciones que se derivó el actual complejo de apoyo de los telescopios, Onizuka Center for International Astronomy, que se encuentra a una altitud mediana de 2804 m s. n. m. La primera carretera hacia la cumbre de Mauna Kea fue construida en 1964, lo que abrió el acceso a un mayor número de personas.
Hoy en día existen múltiples rutas de senderismo, incluyendo el Camino Mauna Kea, y en 2007 más de 100 000 turistas y 32 000 vehículos visitaron anualmente el Visitor Information Station (VIS) (Centro de información para visitantes) adyacente al Centro Onizuka de Astronomía Internacional. El camino de acceso de Mauna Kea está pavimentado hasta el centro de información a una altitud de 2804 m. Alrededor de un tercio de los visitantes y dos tercios de los astrónomos profesionales que trabajan en la montaña han experimentado síntomas del mal agudo de altura; Los visitantes que suben por las laderas del volcán son aconsejados de quedarse por lo menos media hora, y preferiblemente más tiempo, en el centro de visitantes para aclimatarse a la altitud. Se recomienda utilizar un vehículo con tracción en las cuatro ruedas para subir el camino hasta la parte superior. Los frenos a menudo se sobrecalientan en el camino hacia abajo y no hay combustible disponible en Mauna Kea. En el centro de visitantes se lleva a cabo Un programa gratuito de astronomía amateur todas las noches de 18:00 a 22:00 horas. Entre 5000 y 6000 personas visitan la cumbre de Mauna Kea cada año; para mejorar la seguridad de los visitantes y proteger la integridad de la montaña, se puso en práctica un programa de guardabosques a partir de 2001.